# OYAK Anker Bank
Die OYAK ANKER Bank GmbH (Eigenschreibweise: OYAK ANKER Bank) mit Sitz in Frankfurt am Main ist ein deutsches Kreditinstitut. Sie ist ein hundertprozentiges Tochterunternehmen des Pensionsfonds der türkischen Streitkräfte OYAK. In ihrer heutigen Form entstand die Bank durch die Übernahme der aus der Allgemeinen Teilzahlungsbank (ATB) in Koblenz hervorgegangenen Anker Bank durch OYAK im Jahr 1996. Laut Geschäftsbericht betrug die Bilanzsumme der OYAK ANKER Bank GmbH 2020, 1,26 Mrd.€.